# 金奈中央站
革命领袖M·G·拉玛昌德兰博士中央铁路站（英語：Puratchi Thalaivar Dr. M.G. Ramachandran Central Railway Station），是印度金奈的主要鐵路車站，也是印度全国最繁忙的铁路车站之一，通称金奈中央站，隶属印度铁路南部铁路区，车站代码为MAS。
该站位于新德里-金奈主线、豪拉-金奈主线、孟买-金奈线、金奈中央-班加罗尔市线上，可通往印度北部等地。车站也与金奈市郊铁路穆尔市场群楼站和金奈公园站、MRTS金奈公园城站、金奈地铁金奈中央站接驳。印度铁路南部铁路区的总部以及里彭大厦位于该站附近。该站每日客流量约55万人次，为南印度最繁忙的铁路车站，也是南部铁路区利润最高的铁路车站之一。2007年印度铁路清洁度报告中，该站与塞康德拉巴德交汇站并列为印度全国最清洁的铁路车站。
该站曾两次更名，第一次是在1998年，顺应马德拉斯市更名为金奈市，该站从马德拉斯中央站（Madras Central）更名为金奈中央站（Chennai Central）。第二次是在2019年4月5日，为纪念全印度安纳达罗毗荼进步联盟创始人兼泰米尔纳德邦前首席部长M.G.拉玛昌德兰而改为现名。
该站建筑由建築師喬治·哈丁設計，历经百年，为金奈的主要地标之一。